# Ронде де л'Исар 2024
46-й выпуск Ронде де л'Исар — шоссейной многодневной велогонки по дорогам Франции. Гонка прошла с 1 по 5 марта 2024 года в рамках Европейского тура UCI 2024. Победителем стал нидерландский велогонщик Даррен ван Беккум.

## Участники
На участие в гонке заявлено 19 команд.
| UCI ProTeam- Team Polti Kometa UCI Continental Teams (9)- Team Visma \| Lease a Bike Development - Team BridgeLane - CTF Victorious - Lotto Dstny Development Team - Trinity Racing - Petrolike - Team Technipes #inEmiliaRomagna - Tudor Pro Cycling Team U23 - Rad-Net Oßwald Любительские, клубные или региональные команды (9)- Basso Team Flanders - Equipo Finisher - U.C. Trevigiani Energiapura Marchiol - Óbidos Cycling Team - A.R. Monex Pro Cycling Team - Vendée U Pays de la Loire - Club Cycliste d'Étupes - NIPPO-EF-Martigues - Occitane CF-Team Legend Wheels |
| |

## Маршрут
Маршрут гонки состоял из пяти этапов.
| Этап | Дата  | Маршрут | type      | Длина (км) | Победитель         | Лидер генеральной классификации |
| ---- | ----- | ------- | --------- | ---------- | ------------------ | ------------------------------- |
| 1    | 1 май |         | холмистый |            | Edvin Lovidius     | Edvin Lovidius                  |
| 2    | 2 май |         | горный    |            | Max van der Meulen | Йорген Нордхаген                |
| 3    | 3 май |         | холмистый |            | Sam Maisonobe      | Йорген Нордхаген                |
| 4    | 4 май |         | горный    |            | Даррен ван Беккум  | Даррен ван Беккум               |
| 5    | 5 май |         | горный    |            | Joseph Pidcock     | Даррен ван Беккум               |

## Ход гонки
На последнем этапе гонки Сиалоне опережал соперников на протяжении более 30 километров. За три километра до финиша его догнала группа, в которой было около двадцати человек. В компактном спринте Джозеф Пидкок показал отличную скорость и опередил Оливера Стоквелла и Захари Марриэджа.
В общем зачёте победу одержал Ван Беккум, опередив Видара (+1’46") и своего товарища по команде Менно Хайзинга (+1’52").

## Лидеры классификаций
| Этап |           | Победитель _       | Генеральная классификация _ |
| ---- | --------- | ------------------ | --------------------------- |
| 1    | холмистый | Edvin Lovidius     | Edvin Lovidius              |
| 2    | горный    | Max van der Meulen | Йорген Нордхаген            |
| 3    | холмистый | Sam Maisonobe      | Йорген Нордхаген            |
| 4    | горный    | Даррен ван Беккум  | Даррен ван Беккум           |
| 5    | горный    | Joseph Pidcock     | Даррен ван Беккум           |
| Итог | Итог      |                    | Даррен ван Беккум           |

## Итоговое положение
| \| Генеральная классификация \| Генеральная классификация \| Генеральная классификация \| Генеральная классификация \| Генеральная классификация \| \| Гонщик \| Гонщик \| Команда \| Время \| \| \| ------------------------- \| ------------------------- \| -------------------------------------- \| ------------------------- \| ------------------------- \| \| 1-й \| Даррен ван Беккум \| Team Visma \\| Lease a Bike Development \| 17ч 37' 11 \| \| \| 2-й \| Ярно Уидар \| Lotto Dstny Development Team \| + 1' 46 \| \| \| 3-й \| Menno Huising \| Team Visma \\| Lease a Bike Development \| + 1' 52 \| \| |                   |                                        |            |
| |                   |                                        |            |
| Источник: ProCyclingStats |                   |                                        |            |
| Генеральная классификация |                   |                                        |            |
| Гонщик | Гонщик            | Команда                                | Время      |
| 1-й | Даррен ван Беккум | Team Visma \| Lease a Bike Development | 17ч 37' 11 |
| 2-й | Ярно Уидар        | Lotto Dstny Development Team           | + 1' 46    |
| 3-й | Menno Huising     | Team Visma \| Lease a Bike Development | + 1' 52    |

| Очковая классификация | Очковая классификация | Очковая классификация                  | Очковая классификация | Очковая классификация |
| Гонщик                | Гонщик                | Команда                                | Очки                  |                       |
| --------------------- | --------------------- | -------------------------------------- | --------------------- | --------------------- |
| 1-й                   | Max van der Meulen    | CTF Victorious                         | 47 очков              |                       |
| 2-й                   | Даррен ван Беккум     | Team Visma \| Lease a Bike Development | 44 очков              |                       |
| 3-й                   | Ludovico Crescioli    | Team Technipes #inEmiliaRomagna        | 39 очков              |                       |

| Очковая классификация | Очковая классификация | Очковая классификация                  | Очковая классификация | Очковая классификация |
| Гонщик                | Гонщик                | Команда                                | Очки                  |                       |
| --------------------- | --------------------- | -------------------------------------- | --------------------- | --------------------- |
| 1-й                   | Max van der Meulen    | CTF Victorious                         | 47 очков              |                       |
| 2-й                   | Даррен ван Беккум     | Team Visma \| Lease a Bike Development | 44 очков              |                       |
| 3-й                   | Ludovico Crescioli    | Team Technipes #inEmiliaRomagna        | 39 очков              |                       |

| Горная классификация | Горная классификация | Горная классификация                   | Горная классификация | Горная классификация |
| Гонщик               | Гонщик               | Команда                                | Очки                 |                      |
| -------------------- | -------------------- | -------------------------------------- | -------------------- | -------------------- |
| 1-й                  | Даррен ван Беккум    | Team Visma \| Lease a Bike Development | 50 очков             |                      |
| 2-й                  | Уильям Смит          | Trinity Racing                         | 48 очков             |                      |
| 3-й                  | Max van der Meulen   | CTF Victorious                         | 26 очков             |                      |

| Горная классификация | Горная классификация | Горная классификация                   | Горная классификация | Горная классификация |
| Гонщик               | Гонщик               | Команда                                | Очки                 |                      |
| -------------------- | -------------------- | -------------------------------------- | -------------------- | -------------------- |
| 1-й                  | Даррен ван Беккум    | Team Visma \| Lease a Bike Development | 50 очков             |                      |
| 2-й                  | Уильям Смит          | Trinity Racing                         | 48 очков             |                      |
| 3-й                  | Max van der Meulen   | CTF Victorious                         | 26 очков             |                      |

| Молодёжная классификация | Молодёжная классификация | Молодёжная классификация               | Молодёжная классификация | Молодёжная классификация |
| Гонщик                   | Гонщик                   | Команда                                | Время                    |                          |
| ------------------------ | ------------------------ | -------------------------------------- | ------------------------ | ------------------------ |
| 1-й                      | Ярно Уидар               | Lotto Dstny Development Team           | 17ч 28' 57               |                          |
| 2-й                      | Menno Huising            | Team Visma \| Lease a Bike Development | + 6                      |                          |
| 3-й                      | Luke Tuckwell            | Trinity Racing                         | + 1' 29                  |                          |

| Молодёжная классификация | Молодёжная классификация | Молодёжная классификация               | Молодёжная классификация | Молодёжная классификация |
| Гонщик                   | Гонщик                   | Команда                                | Время                    |                          |
| ------------------------ | ------------------------ | -------------------------------------- | ------------------------ | ------------------------ |
| 1-й                      | Ярно Уидар               | Lotto Dstny Development Team           | 17ч 28' 57               |                          |
| 2-й                      | Menno Huising            | Team Visma \| Lease a Bike Development | + 6                      |                          |
| 3-й                      | Luke Tuckwell            | Trinity Racing                         | + 1' 29                  |                          |

| Командная классификация по времени | Командная классификация по времени     | Командная классификация по времени | Командная классификация по времени |
| Команда                            | Команда                                | Время                              |                                    |
| ---------------------------------- | -------------------------------------- | ---------------------------------- | ---------------------------------- |
| 1-й                                | Team Visma \| Lease a Bike Development | 53ч 03' 17                         |                                    |
| 2-й                                | Trinity Racing                         | + 5' 12                            |                                    |
| 3-й                                | Lotto Dstny Development Team           | + 13' 39                           |                                    |

| Командная классификация по времени | Командная классификация по времени     | Командная классификация по времени | Командная классификация по времени |
| Команда                            | Команда                                | Время                              |                                    |
| ---------------------------------- | -------------------------------------- | ---------------------------------- | ---------------------------------- |
| 1-й                                | Team Visma \| Lease a Bike Development | 53ч 03' 17                         |                                    |
| 2-й                                | Trinity Racing                         | + 5' 12                            |                                    |
| 3-й                                | Lotto Dstny Development Team           | + 13' 39                           |                                    |